# Walter Frederick Morrison
Walter Fredrick "Fred" Morrison (Richfield, 23 de enero de 1920 – Monroe, 9 de febrero de 2010) fue el inventor del Frisbee.
Morrison fue el creador del "Platillo Volador Pipco", que fuera codesarrollado y financiado por Warren Franscioni en 1948. Sin embargo, ese disco inicial no tuvo mucho éxito. Un modelo mejorado fue hecho por Morrison en 1955, cuyos derechos fueron vendidos a la compañía Wham-O, bajo el nombre de "Disco de Plutón" ("Pluto Platter"), el 13 de enero de 1957. El año siguiente dicha empresa renombró el juguete como "Frisbee", nombre con que se conoce a este tipo de juegos hasta nuestros días.